# Aretirea

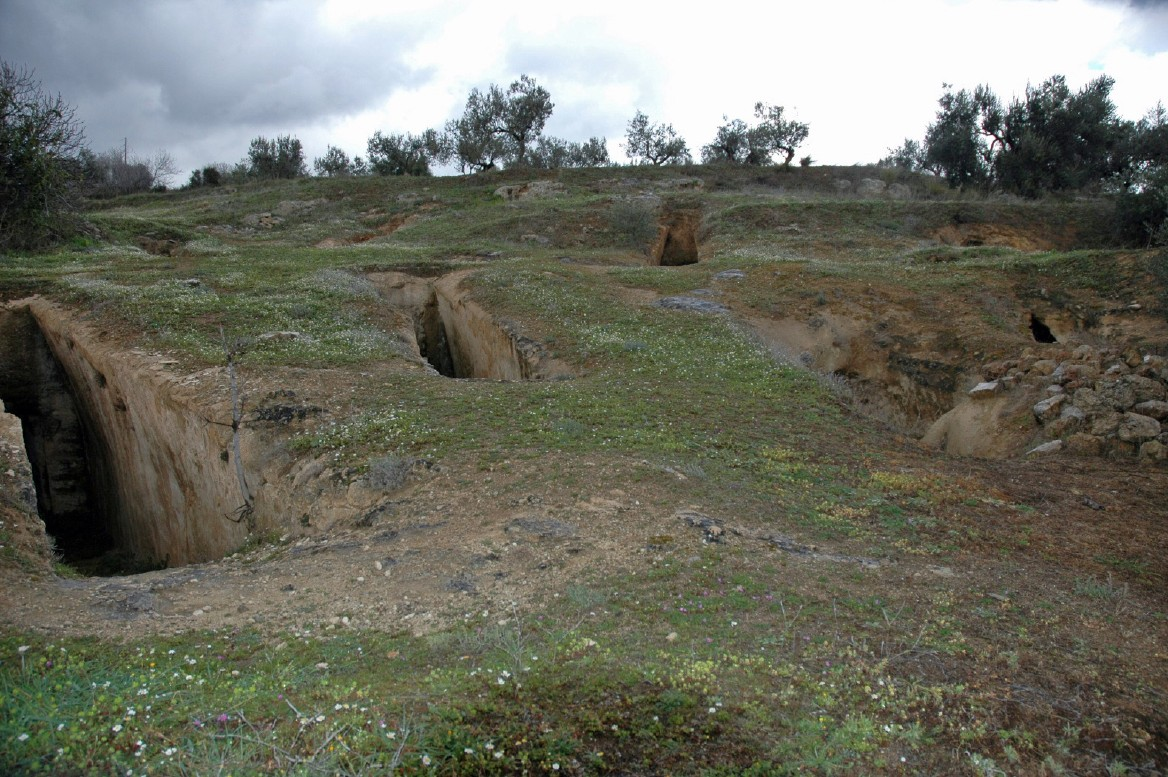
Vista del cementerio micénico de Aidonia, cerca de Nemea, que algunos han asociado con la antigua Aretirea.

Aretirea (en griego, Αραιθυρέη) es el nombre de una antigua ciudad griega de Argólide, que fue mencionada por Homero en el Catálogo de las naves de la Ilíada.
Uno de los argonautas, Fliante, hijo de Dioniso, procedía de Aretirea. Apolonio de Rodas comenta que estaba cerca de las fuentes del río Asopo.
Pausanias recoge una tradición según la cual el país y la ciudad primitivamente se llamaba Arantia. Su fundador epónimo era Arante y la ciudad había sido construida sobre un monte llamado Arantino, cerca de otro monte donde estaba la acrópolis de Fliunte y un santuario de Hebe. Arante tuvo dos hijos, Áoris y Aretirea, y cuando Aretirea murió, Áoris cambió el nombre tanto del país como del de la ciudad en honor de su hermana. En el monte Arantino se hallaban las tumbas de ambos hermanos, con columnas y se realizaban misterios en honor a Deméter en los que invitaban a las libaciones a Arante y a sus hijos mirando sus tumbas.
Según Estrabón, estaba cerca del monte Celosa (actual Megalovuni) pero sus habitantes la abandonaron y fundaron, a treinta estadios, la ciudad de Fliunte, a la que se trasladaron. Se desconoce el sitio exacto donde estaba situada, pero algunos han sugerido que debe asociarse con los restos arqueológicos hallados en Aidonia de un cementerio micénico. Se trata de una necrópolis que contiene tumbas de pozo y tumbas de cámara importantes que denotan un alto nivel económico-social de sus ocupantes. La mayoría habían sido saqueadas. El ajuar funerario de una de las tumbas, que había sido saqueado en época reciente, conocido como el «tesoro de Aidonia», contenía sellos de oro, anillos y otras joyas, fue devuelto a Grecia en 1996 y desde entonces se expone en el Museo Arqueológico de Nemea. En 1999 fue descubierto un asentamiento a unos 500 m de la necrópolis donde hubo tres fases de ocupación, una en el Heládico Medio, otra en el Heládico Reciente I-II y otra en el Heládico Reciente III A-B.